# Larkin I. Smith

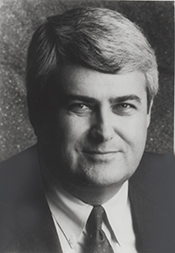
Larkin I. Smith (1989)

Larkin I. Smith (* 26. Juni 1944 in Poplarville, Mississippi; † 13. August 1989 bei einem Flugzeugabsturz in Mississippi) war ein US-amerikanischer Politiker (Republikanische Partei). Zwischen Januar und August 1989 vertrat er den fünften Wahlbezirk des Bundesstaates Mississippi im US-Repräsentantenhaus.

## Werdegang
Larkin Smith besuchte die Poplarville Elementary School und danach bis 1962 die Poplarville High School. Anschließend trat er in den Polizeidienst ein. Zwischen 1966 und 1972 war er stellvertretender Polizeichef im Pearl River County. Danach war er bis 1977 Chefermittler im Harrison County. Zwischen 1977 und 1983 amtierte er als Polizeichef der Stadt Gulfport. Seit dem 1. Januar 1984 bis zum 1. Januar 1989 war Smith Polizeichef im Harrison County.
Smith war Mitglied der Republikanischen Partei. Bei den Kongresswahlen des Jahres 1988 wurde er im fünften Distrikt von Mississippi in das US-Repräsentantenhaus gewählt, wo er am 3. Januar 1989 Trent Lott ablöste. Smith konnte sein Mandat im Kongress aber nur bis zum 13. August 1989 ausüben. An diesem Tag starb er bei dem Absturz einer Privatmaschine auf dem Flug von Hattiesburg nach Gulfport. Die Maschine zerschellte im De Soto National Forest.